# ぼくのなつやすみ4 瀬戸内少年探偵団「ボクと秘密の地図」
『ぼくのなつやすみ4 瀬戸内少年探偵団「ボクと秘密の地図」』（ぼくのなつやすみ4 せとうちしょうねんたんていだん ボクとひみつのちず）は、ソニー・コンピュータエンタテインメントから2009年7月2日に発売されたPlayStation Portable用ゲームソフト。「ぼくのなつやすみシリーズ」4作目。
キャッチコピーは、「ちょっとせのびで、見えた夏」。
2009年7月16日 - 8月5日には、JR恵比寿駅西口にボクくんを模した巨大風鈴10体が天井に吊り下げられた。

## 概要
広島県尾道市と、同市の向島をはじめとする瀬戸内海が舞台。岡山県笠岡市の白石島と真鍋島がモデル“10周年記念コンテンツ 第2回”.   ソニー・コンピュータエンタテインメント. 2011年8月12日時点のオリジナルよりアーカイブ。2021年7月31日閲覧。。前作までと同様、主人公「ボク」を操作して8月中の1か月間を自由に過ごし、夏休みを満喫するといった内容。宝の隠し場所を記していると伝えられる水軍の秘密の古地図を集めるという最終目標があり、副題にもなっている。
前作までは昭和50年が舞台となっていたが、今作では10年後の昭和60年が舞台となっている。行動可能なフィールドはさらに広がった。
今作は会話がフルボイスではなくなり、一部音声無しのテキストのみの会話がある。
主題歌は幸美AMPのボーカル・ゆきみによる「ギンギラギンにさりげなく」のカバー曲。
オープニングムービーでボクくんに話しかけてくる乗客は、前々作『ぼくのなつやすみ2』で登場したサイモンと凪咲である事が確認できる。

## 前作からの追加項目・強化項目

### 追加項目
体力ゲージ
動き回っていると減っていき、ゼロになると夏バテ状態になって島波家に戻される。特定の食べ物や、釣った魚の料理を食べると回復することができる。
モンスター消しゴム（モン消し）・モン消し相撲
全31種（内1種はシークレット）。
フィールド内の至る所（海中含む）に落ちているほか、食玩「モンスターチョコ」の購入、相撲で勝利して奪い取るといった方法でも入手可能。
空きびん拾い
陸上や海中に落ちていて、回収して吉田商店に持って行くと換金することができる。瓶の種類によって金額が異なる。
50円ゲーム
TAITO社製のゲーム「QIX（クイックス）」で遊ぶことが出来る。
歯磨きカレンダー
毎日朝・昼・晩と、3回歯磨きが出来る。
盆踊り
盆踊りが追加され、踊ることができるようになった。
また、太陽と盆踊りの子供太鼓で勝負ができる。曲目は「炭鉱節」。
秘密基地の合言葉
前作までと違い、秘密基地への入場には合言葉を必要とする。
設定で普通の合言葉にするか、マニアックな合言葉にするかを選べる。

### 強化項目
前作から引き継がれた要素も大幅に強化されている。
絵日記
1日につき1個しか書けなかった仕様が廃止され、いくらでも書けるようになった。また外出中でも書くことができる。
新しい虫・魚を捕まえたり、新しいモン消しを入手すると絵日記に記録される。
文章を「かんたん・しっかり・ぽえむ」の3種類から選ぶことができる。
外出中でも絵日記を書いて寝ることができる。
昆虫採集
新しい昆虫が追加された。水槽やいちごのケースを手に入れれば水生昆虫も飼える。
虫相撲
甲虫に明確な性能パラメータが追加され、基地の道具を使うことで細かく鍛えることができる。
これまでの技レベル制度（上限：Lv3）が廃止され、完全なレベル制度（上限：Lv99）に移行した。
ハンミョウ・ヤドカリが使用可能になった。
疲労の概念が追加された。疲れが溜まると能力が低下し、最終的には強制退場となる。あまりに疲労を溜め込みすぎると次の日に持ち越される。
技が200種類以上追加され、より高威力な技や、回復・状態異常をもたらす技が追加された。
新たに大会イベントが追加された。個人戦と団体戦がある。
団体戦は、手持ちの昆虫から5匹を選び、チームを編成して出場する。試合は5vs5の点取り方式で行われる。
マップ
マップが広くなり、5つの島と3つの海に行くことができるようになった。

## 登場人物
ボク
声 - 矢島晶子
本作の主人公。小学4年生。好奇心旺盛で、いたずらや悪だくみが大好き。
年上の男性に「おっさん」や「うそだぴょーん」と言い放つなど、前作までのボクとは大きく性格が異なり生意気になっているほか、シリーズ初となる大人の声優が声を担当している（前作までは子役声優が声を担当していた）。また、髪型も従来のボクとは大きく異なっている。

### 島波家
島波 幸雄
声 - 金尾哲夫
通称おじちゃん。あっち島の造船所で働いている。厳しくも豪快でおおらか。
おじ2号とちちを弟に持つ。
夕飯の時間にボクが外にいた時の呼び戻し役と、食事の挨拶を担当している。
島波 まこ
声 - 土井美加
通称おばちゃん。やさしくおしゃべりで機転が利く。気が強い面もある。
島波 智
声 - 山本与志恵
通称おばあちゃん。おじ兄弟の母親で、夫（おじ兄弟の父親）とは死別している。
元気で物知り。勘違いしているように思えることもあるが、おばあちゃんのほうが正しいパターンが多い。
島波 太陽（しまなみ たいよう）
声 - 田中真弓
通称太陽。小学5年生。おじ家の長男。
まっすぐすぎる熱血漢で、とにかくボクに勝つことに必死。
島波 のあ
声 - 谷村美月
通称漫画ねえちゃん。大阪の美大に通う島波家の長女で太陽の姉。漫画やアニメが大好き。
昼夜逆転しており喋り方が独特。太陽が言うには「言葉遣いが壊れてる」レベル。
将来は絵本作家になり、テレビなどにも出演するようになる。
ウルトラ
おじちゃんの家で飼っている黒い犬。

#### ボクの家族
ちち
声 - 牛山茂
ボクの父。シリーズを通して唯一変化のないキャラクター。
おじ兄弟の末っ子。
はは
声 - 上田三根子
ボクの母。
いもうとさま
声 - 竹達彩奈
気の強いボクの妹。周囲を凍りつかせるほどの毒舌家。
ボクが恐れる唯一の人物だが、キミコとは仲良くしている模様。

#### キミコの家族
島波 公子（しまなみ きみこ）
声 - 本多陽子
通称キミコ。小学4年生。おじ兄弟の2番目（おじ2号）の家の一人娘。5日夜から泊まりに来る。
明るく勝気でひょうきんだが、夢見がちな一面もある。
足が速く、学校ではリレーの選手に抜擢されるほど。
島波 忠雄
声 - 高木渉
通称おじ2号。キミコの父。おじ兄弟の2番目。
島波 佳代子
声 - 渡辺美佐
通称佳代ちゃん。キミコの母。広島市出身。

### 島の子供たち
吉田 太郎（よしだ たろう）
声 - 下和田裕貴
通称ぺったん。小学5年生。吉田家の長男。
いつも悪だくみを考えているが、どこか抜けていて憎めない。
秘密基地の合言葉はいつも不正解だが、無視して入ってくる。
吉田 次郎（よしだ じろう）
声 - 浅井清己
通称ジュニア。小学2年生。吉田家の次男。
秘密基地の合言葉担当。母親がいないことを寂しく思っている。
かわぬま 瞑（かわぬま めい）
声 - 川田妙子
通称マメ。小学3年生。おてんばで物知り。
「予言」をする能力があり、行動に迷ったボクの道しるべとなってくれる。大人からは視認されておらず、座敷わらし呼ばわりされている。
未来から来た事を示唆する発言もしており、謎が多い人物。
城屋 朋子（しろや ともこ）
声 - 藤村歩
通称朋子ひめ。小学6年生。あっち島に住む城屋家の娘。
おしとやかで優しいが、謎めいた部分も多い。
島の子供では唯一、虫相撲・モン消し相撲ともに不参加である。

### その他の人物
船井 義範
声 - ダンカン
通称75号。潮待ち桟橋とあっち島との間を運航する「第75尾後丸」（風の浦汽船(株)所属）の船長。
ボクの事を「クソガキ」呼ばわりするが、彼を自分の家に招いたり釣竿を貸してくれたりするなど、面倒見は良い。
戦争で、親や親戚を亡くしている。
家は島波家の裏手。
吉田 久作
声 - 千葉繁
通称吉田商店。吉田家の主人で、島唯一の商店の店主。
男手ひとつで息子たちを育てている。
城屋 豊作
声 - てらそままさき
通称郵便ヒゲ。城屋家の主人。朋子の父。
こっち島の郵便局で仕事をしている。
家はあっち島にあり、島の風習からヒゲを生やしている。
城屋 真由美
声 - 松熊つる松
豊作の妻で朋子の母。あっち島の領主の家系の生まれ。
家の蔵には代々受け継がれてきた古い品々があるが、費用がかさむといった理由から博物館へ寄贈する事を決意した。
橋本 小百合
声 - 原田知世
夏の間だけ城屋家に居候している女性。
中学1年まで島で暮らしており、吉田商店は当時の同級生。現在は東京の出版社に勤務。
アッキー（ラジオの声）
声 - 川島明
島で流れているラジオのDJ。長く聞いていると「麒麟」の「田村裕」からのお悩み相談を聞くことが出来る。
ナレーション
声 - 内田夕夜
主にボクの回想・感情シーンに出てくる。将来のボクの声。